# Counterexamples in Topology
Counterexamples in Topology est un livre de mathématiques écrit en 1970 par les topologues Lynn Arthur Steen et J. Arthur Seebach, Jr..

## Présentation
Lors de leurs recherches sur des problèmes comme celui de la métrisabilité, des topologues (dont Steen et Seebach) ont défini nombre de propriétés topologiques. Il est souvent utile, pour comprendre des notions abstraites comme celles concernant les espaces topologiques, de savoir que telle propriété ne résulte pas de telle autre, la méthode la plus simple consistant à exhiber un contre-exemple. Dans leur livre, Steen et Seebach, avec cinq étudiants investis dans un projet de recherches de premier cycle au St. Olaf College de Northfield (Minnesota) durant l'été 1967, ont compilé 143 contre-exemples dans le domaine de la topologie, dans le but de simplifier la littérature sur ce sujet.